# Nicolás de Zápolya
Nicolás de Zápolya (en húngaro: Szapolyai Miklós) (f. Gyulafehérvár, 1 de noviembre de 1468) fue un noble aristócrata húngaro del siglo XV, miembro de la Casa de Zápolya. Obispo de la provincia de Transilvania.

## Biografía
Nicolás nació en una familia noble húngara como hijo de Ladislao de Zápolya ( -†1459). Sus dos hermanos, Esteban de Zápolya y Emérico de Zápolya alcanzaron altos cargos en el reino como el de Nádor de Hungría. En otoño de 1461 el rey Matías Corvino de Hungría lo nombró obispo de la provincia de Transilvania, acción que fue reconfirmada el 26 de abril de 1462 por el papa Pío II. Posteriormente pidió que el sumo pontífice lo liberase de sus votos de no violencia para poder luchar contra los turcos otomanos que invadían el reino de Hungría, pero este no lo permitió. Durante su oficio hubo en Transilvania un obispado griego-católico el cual Nicolás permitió que operase. Tras su muerte en 1468 la silla de la diócesis quedó vacante por un tiempo hasta que fue ocupada el 23 de agosto de 1472 por Gabriele Rangoni.